# Gabe Owen
Gabe Owen (* 30. September 1977) ist ein US-amerikanischer Poolbillardspieler. Er gewann 2004 die US Open.

## Karriere
Bei den One Pocket-US Open 1999 wurde Owen Neunter, bei den Music City Open 2000 verlor er im Finale gegen Johnny Archer.
2003 wurde er beim Derby City Classic Dreizehnter im Bankpool. Zudem wurde er erneut Zweiter bei den Music City Open und gewann die Houston Open. 2004 wurde er im Bankpool-Wettbewerb des Derby City Classic Neunter, im One Pocket Zehnter.
Die US Open gewann er im Finale gegen Thorsten Hohmann.
2005 wurde er Zwölfter im One Pocket und Dreizehnter im 9-Ball beim Derby City Classic, die US Bar Table Championship gewann er. Anschließend schied er im Sechzehntelfinale der 9-Ball-WM aus und belegte bei den US Open den 33. Platz.
Beim Derby City Classic 2006 wurde er Fünfter im One Pocket und Zehnter im 9-Ball, die US Open beendete er als drittplatzierter.
2007 wurde er Vierter im 9-Ball-Turnier des Derby City Classic und Achter im Bankpool. Zudem erreichte er bei den 10-Ball-US Open den fünften Platz und verlor bei den US Open One Pocket erst im Finale gegen Tony Chohan.
Beim Derby City Classic 2008 wurde Owen Vierter im 9-Ball, gewann das One Pocket-Turnier und wurde Zweiter beim Master of the table, hinter dem Philippiner Francisco Bustamante.
Nachdem er anschließend den neunten Platz bei der Predator International Championship belegt hatte, schied er in der Vorrunde der 10-Ball-WM aus.
2009 gewann Owen erneut das Music City Classic und wurde Neunter bei den Philippines Open, bei den China Open erreichte er den 33. Platz, bei den US Open den 65. Platz.
2010 wurde Owen im Bankpool beim Derby City Classic und bei den US Open Siebzehnter. Zudem gewann er die Houston Open 2010. Beim Derby City Classic 2013 belegte er im One Pocket den 22. Platz.
Owen nahm einmal für die USA am Mosconi Cup teil. 2004 gewann die Mannschaft mit 12:9, wobei Owen seine beiden Einzel-Partien gewann.